# Atanasio Gutiérrez
Atanasio Gutiérrez Vega fue un comerciante y político argentino, miembro de la Junta Grande de gobierno de ese país en 1811.

## Biografía
Según parte de la bibliografía era natural de Buenos Aires, pero algunos autores mencionan que era "español de vieja residencia, de conocida adhesión al juntismo.
Tras la Revolución de mayo de 1810, el Cabildo de Buenos Aires pasó a ejercer funciones meramente municipales, ya que las de otro orden fueron ejercidas por la Junta gubernativa. La Junta buscó igualmente garantizar su lealtad, de manera similar a lo que hizo con otras instancias como la Audiencia, por lo que el 3 de octubre de 1810 se eligió un nuevos cabildo integrado por Domingo Igarzábal como alcalde de primer voto, Atanasio Gutiérrez (alcalde del cuartel n.° 4) como alcalde de segundo voto.
Los regidores eran Manuel Aguirre (alférez real), Francisco Hermógenes Ramos Mejía (defensor de menores), Ildefonso Passo (defensor de pobres), Eugenio Balvastro, Juan Pedro Aguirre, Pedro Capdevila, Martín Grandoli y Juan Francisco Seguí, y actuaba como síndico procurador general el doctor Miguel Mariano de Villegas.

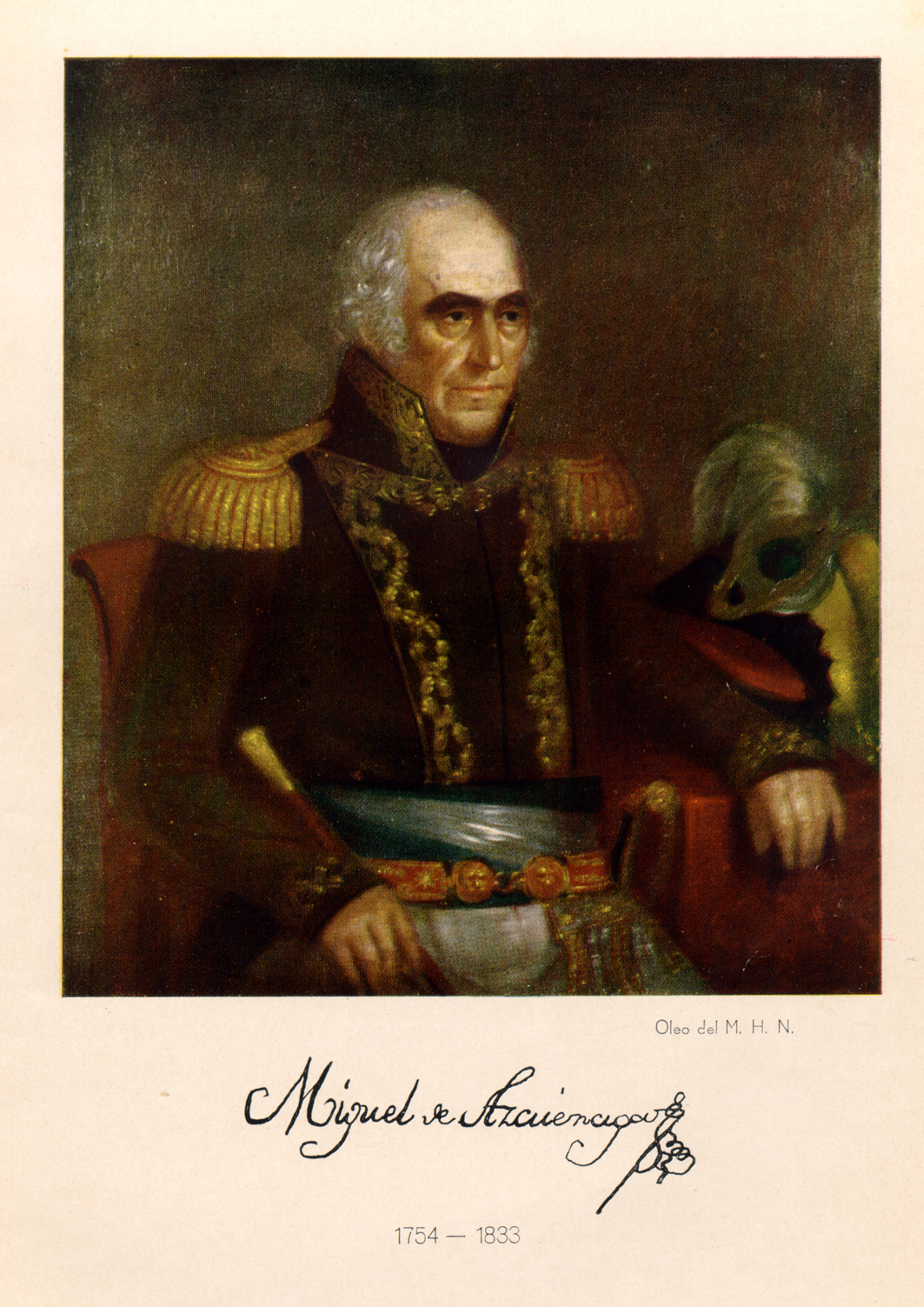
Miguel de Azcuénaga. Óleo - Museo Histórico Nacional de Argentina.

Miembro destacado del partido que apoyaba al presidente de la Primera Junta, Cornelio Saavedra, fue uno de los inspiradores a favor de este de la revolución del 5 y 6 de abril de 1811.
En la Petición "popular" del 6 de abril de 1811 se exigía:

"Sexta: Don Miguel de Azcuénaga, y Don Juan Larrea, Vocales de la Junta, deben ser separados absolutamente de sus cargos, y salir en iguales términos, por ser notorio que se han mezclado en facciones que han comprometido la seguridad pública.
Séptima: Quiere el Pueblo que los empleos de Vocales de su Junta que se notan vacantes, sean ocupados por las personas de Don Feliciano Chiclana, Don Atanasio Gutiérrez, Don Juan de Alagón y Doctor Don Joaquín Campana, quien se hará cargo del despacho de la Secretaría."

Como resultado de esa revuelta se incorporó como vocal a la Junta Grande en reemplazo de Miguel de Azcuénaga hasta su disolución a fines de ese año por disposición del Primer Triunvirato. Ya tenía alrededor de cincuenta años y si bien era bien conceptuado incluso por los sectores morenistas, se consideraba que carecía de experiencia política para el puesto.
En el nuevo gobierno heredó de Azcuénaga las funciones de responsable ("protector") de la Biblioteca de Buenos Aires. No obstante, su desempeño de mayor exposición fue como vocal del «Tribunal de Seguridad Pública», instituido el 13 de abril por la Junta, para velar contra los adversarios del sistema político.
Junto a Gutiérrez, figuraban como vocales del mismo el coronel de Arribeños Juan Bautista Bustos, el doctor Juan Pedro Aguirre y el secretario Juan José Romualdo Rocha y desde el 19 del corriente se nombró como asesor al doctor Miguel de Villegas. Su posición en el Tribunal era formal pues era conducido fundamentalmente por Bustos.
El 22 de septiembre de 1811 el Cabildo de Buenos Aires derrocó a la Junta Grande, que había sido conformada el 18 de diciembre de 1810, y llevó al gobierno al Primer Triunvirato, que volvería a las tendencias centralistas de la Primera Junta.
Tras su paso por el gobierno, está documentado el rescate de un esclavo negro en 1816, manumitido por Atanasio Gutiérrez, por lo que aún vivía en esa época y en la ciudad.
Atanasio Gutiérrez tomo en matrimonio a María Josefa Zavaleta, hija de Prudencio de Zavaleta, natural de Guipúzcoa, con quien tuvo al menos una hija, Victoria Gutiérrez Zavaleta.